# Anders Lund
Anders Lund (Hellerup, Gentofte, 14 de febrer de 1985) és un ciclista danès, que fou professional entre 2007 i 2013.

## Palmarès
- 2004
  - Vencedor de 2 etapes del Circuit de les Ardenes
- 2005
  - Vencedor d'una etapa del Circuit de les Ardenes

### Resultats al Tour de França
- 2012. 127è de la classificació general

### Resultats al Giro d'Itàlia
- 2008. 102è de la classificació general
- 2009. 155è de la classificació general
- 2010. 64è de la classificació general
- 2012. 112è de la classificació general

### Resultats a la Volta a Espanya
- 2010. 48è de la classificació general